# Odienné
Odienné er en by i det nordvestlige Elfenbenskysten, der er hovedstad i et distriktet Denguélé. Byen havde i 2021 et indbyggertal på 86.279 og ligger tæt på grænserne til nabolandene Mali og Guinea.